# Список об'єктів Світової спадщини ЮНЕСКО в Литві
Список об'єктів Світової спадщини ЮНЕСКО в Литві станом на 2015 рік налічує 4 найменування, що приблизно становить 0,4 % загальної кількості об'єктів Світової спадщини у світі (1031 станом на 2015 рік). Всі 4 литовські об'єкти Світової спадщини є пам'ятками культурного типу (критерії i-vi).
Литва ратифікувала Конвенцію ЮНЕСКО про охорону всесвітньої культурної і природної спадщини 31 березня 1992 року, а перша литовська пам'ятка — Історичний центр Вільнюса — потрапила до переліку Світової спадщини 1994 року. Надалі перелік об'єктів Світової спадщини в Литві розширювався 2000, 2004 та 2005 року; у 2012 році до об'єкта Історичний центр Вільнюса вносилися незначні зміни.

## Пояснення до списку
У таблицях нижче об'єкти розташовані у хронологічному порядку їх додавання до списку Світової спадщини ЮНЕСКО.
Кольорами у списку позначено:
На мапах кожному об'єкту відповідає червона позначка (), якщо кілька пам'яток внесені до списку як один об'єкт Світової спадщини, то їх відмічено позначками інших кольорів.

## Розташування об'єктів
| Історичний центр Вільнюса Куршська коса Кернаве Пункт «Карішкі» Пункт «Мешканзі» Пункт «Березнякі»class=notpageimage\| Об'єкти Світової спадщини ЮНЕСКО на мапі Литви · — Пункти геодезичної дуги Струве |

## Список
| № | Зображення | Назва | Розташування | Час створення      | Рік внесення до списку     | №                                                  | Критерії   |
| - | ---------- | --- | --- | ------------------ | -------------------------- | -------------------------------------------------- | ---------- |
| 1 |            | Історичний центр Вільнюса (лит. Vilniaus senamiestis)                                                             | місто Вільнюс Вільнюський повіт                                                                                      | XII—XVIII століття | 1994 (незначні зміни 2012) | 541 [Архівовано 11 липня 2017 у Wayback Machine.]  | ii, iv     |
| 2 |            | Куршська коса (лит. Kuršių nerija)                                                                                | Клайпедський повіт (спільно з Росією )                                                                               | —                  | 2000                       | 994 [Архівовано 19 липня 2017 у Wayback Machine.]  | v          |
| 3 |            | Археологічні пам'ятки культурного резервату Кернаве (лит. Archeologiniai paminklai Kernavės kultūrinio rezervato) | Вільнюський повіт | XIII століття      | 2004                       | 1137 [Архівовано 11 липня 2017 у Wayback Machine.] | iii, iv    |
| 4 |            | Геодезична дуга Струве (англ. Struve Geodetic Arc) * Гірейші * Мешконіс * Палієпюкай                              | Литва (спільно з Білоруссю , Естонією , Латвією , Молдовою , Норвегією , Росією , Україною , Фінляндією та Швецією ) | 1816—1855          | 2005                       | 1187                                               | ii, iv, vi |

## Розташування кандидатів
| Тракайclass=notpageimage\| Об'єкти Світової спадщини ЮНЕСКО на мапі Литви |

## Попередній список
Попередній список — це перелік важливих культурних і природних об'єктів, що пропонуються включити до Списку всесвітньої спадщини. Станом на 2014 рік до переліку об'єктів Світової спадщини ЮНЕСКО в Литві запропоновано внести ще 1 об'єкт.
| № | Зображення | Назва                                                             | Розташування                   | Час створення | Рік внесення до списку | №                                                    | Критерії     |
| - | ---------- | ----------------------------------------------------------------- | ------------------------------ | ------------- | ---------------------- | ---------------------------------------------------- | ------------ |
| 1 |            | Історичний парк Тракай (лит. Trakų istorinis nacionalinis parkas) | місто Тракай Вільнюський повіт | XIV століття  | 2003                   | 1821 [Архівовано 26 березня 2010 у Wayback Machine.] | змішаний тип |